# 판처슈렉
RPzB 판처슈렉(Panzerschreck)은 2차 세계대전 당시 개발된 독일의 대전차화기이다.
판처슈렉은 2차대전 말 소련군의 신 전차 T-34에 대항하기 위한 유탄발사기, 팬저파우스트(Panzerfaust)의 전차에 대한 저지력이 충분하지 못 한 것이 개발 원인이다.
판처슈렉은 성형작약을 이용하며, 화약을 대량으로 집어넣는 미국의 '바주카(Bazooka)' 대전차포를 참고하여 만들었지만 바주카를 성능을 뛰어넘는 강력한 개인 대전차 화기가 되었다.
연합군은 판처슈렉을 두려워한 나머지 판처슈렉을 발사하는 것을 보고 '탱크 테러(tank terror)'라고 했을 만큼 전차에 대한 파괴력은 매우 뛰어났다.
하지만 단점은, 후폭풍이 너무 심해 독한 연기에 사수의 건강이 나빠질 수 있었고, 연기에 저격수의 시선을 끌어 위치노출이 쉽다는 것이다.
또한 무게도 매우 무거워서 부사수가 동행하지 않으면 발포가 힘들 만큼 단점도 많았다.

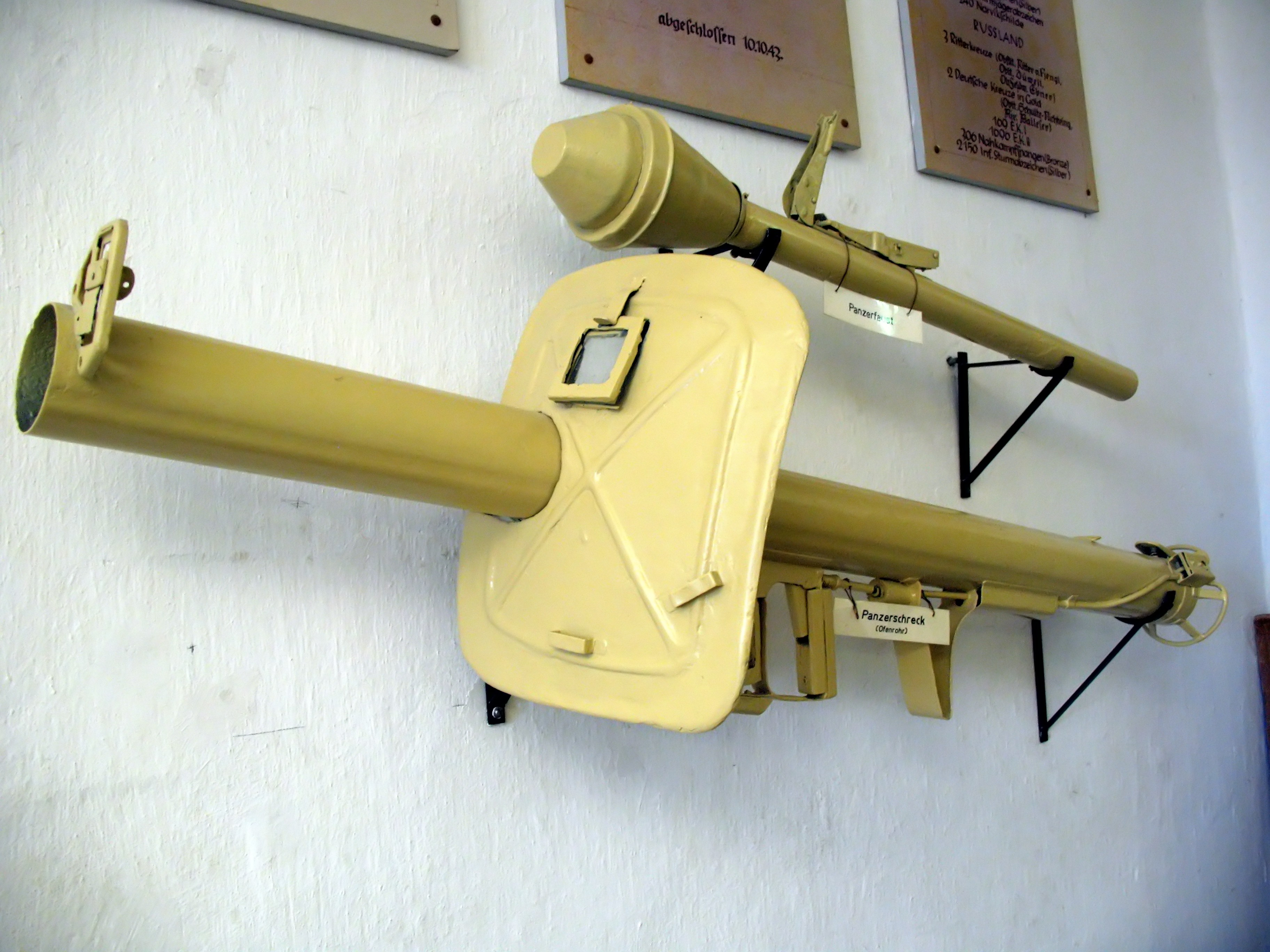
팬저파우스트(위)와 팬저슈렉(아래)

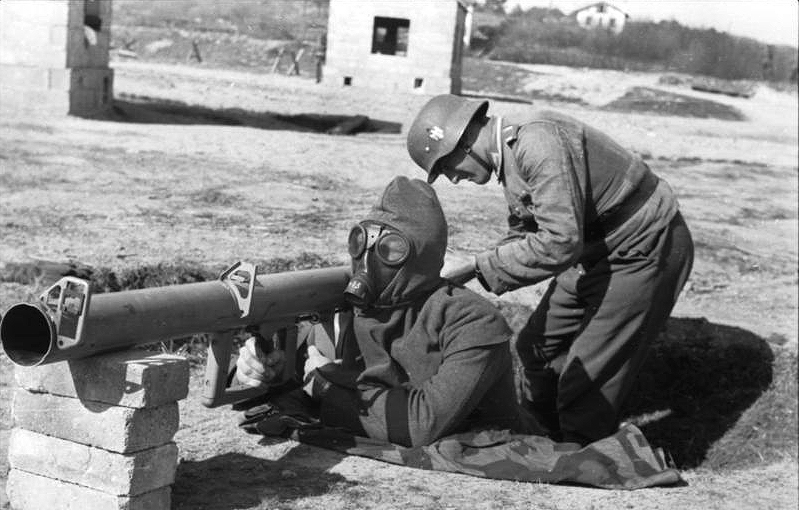
방패가 없는 팬저슈렉을 방독면을 착용하고 발사 준비중인모습

## 같이 보기
- PIAT
- 로켓추진유탄